# Hüttenwerke in Württemberg
Die Hüttenwerke in Württemberg waren über mehrere Jahrhunderte bestehende Betriebe zur Eisen- und Stahlerzeugung in Württemberg. Die Vorkommen von Eisenerzen in Württemberg wurden 1365 erstmals urkundlich erwähnt. Die historische Entwicklung der einzelnen Produktionsstandorte, die seit 1921 in der Schwäbische Hüttenwerke GmbH zusammengeführt wurden, wies zwar zahlreiche Brüche auf, kam jedoch nie ganz zum Erliegen. Die zunächst herzoglichen und von 1806 bis 1918 königlichen Betriebe zählen damit zu den ältesten Industrieunternehmen Deutschlands.

## Zentrale Standortfaktoren für die Eisenindustrie
Drei Faktoren machten Ostwürttemberg, das obere Donautal und das Forbachtal im württembergischen Schwarzwald zu vorteilhaften Standorten für die frühe Eisengewinnung und -verarbeitung:
- die vergleichsweise einfach zugänglichen Erzvorkommen dieser Gebiete, so das auf der Albhochfläche im Tagebau zu gewinnende Bohnerz mit hohem Eisengehalt und die am Steilabfall der Alb im Stollenbau zu gewinnenden Stufenerze mit geringerem Eisenanteil, lieferten den Ausgangsrohstoff.
- die Flüsse Kocher und Brenz, Donau und Forbach, die mit ihrer zwar jahreszeitabhängigen, aber starken Wasserkraft die Energie für die mechanische Hütteneinrichtung lieferten.
- die ausgedehnten Wälder dieser Gegenden, aus denen man die zur Verhüttung notwendige Holzkohle gewann.

## Vorindustrielle Entwicklung 1365–1802
Die erste Urkunde über Eisenvorkommen im Brenztal, wo das älteste nachweisbare Werk in Heidenheim an der Brenz vor 1448 entstand, stammt aus dem Jahr 1365. Damals verlieh Kaiser Karl IV. den Grafen von Helffenstein das Recht, auf ihrem Herrschaftsgebiet Eisenerz zu gewinnen und zu verarbeiten. Nach Protesten des Klosters Königsbronn wurden ein Jahr später dessen Liegenschaften ausdrücklich ausgenommen. Trotz der spärlichen Quellenlage scheint die dortige Eisenverarbeitung unter Abt Melchior Ruof zu Beginn des 16. Jahrhunderts bereits mit Erfolg aufgenommen worden zu sein, während die Schmiede der Helffensteiner längst aufgegeben worden war. Begünstigt durch das leicht verflüssigbare, phosphorhaltige Erz stellte man hochwertige Gussteile, kunstvolle Ofenplatten, aber auch widerstandsfähige Kanonenkugeln und barrenförmiges Masseleisen für die Weiterverarbeitung her.
Betrieben wurden die Rennfeuer und Eisenschmieden durch Pächter, den Klerus, die grundbesitzenden Aristokraten, reiche Ulmer Patrizier, Angehörige der württembergischen Oberschicht und die Herzöge von Württemberg selbst.
Das Eisenwerk Christophstal, das Herzog Friedrich I. um 1596 in Freudenstadt zu bauen begann und das 1835 mit dem 1806 neu gegründeten Stahlwerk Friedrichstal in Baiersbronn zusammengelegt wurde, sollte ursprünglich der Eisenherstellung für Sensen und Spaten dienen. Die schlechte Qualität des erzeugten Eisens zwang allerdings dazu, zunächst die lukrative Messingproduktion und erst nach 1680 verstärkt die Eisenverarbeitung aufzunehmen.
Die Meßstetter Handwerksmeister konnten beispielsweise vor Ort hochwertiges Schiedeeisen erzeugen, schmieden, aufkohlen, härten und schleifen. Ebingen kaufte 1538 50 Spieße für die Verteidigung der Stadt in Meßstetten. Der Herstellungsprozess galt als Berufsgeheimnis der Meister. Wörter aus den Sprachen Romani und Pleißne schützten die Geheimnisse zusätzlich. Das Pleißne ist ein Soziolekt im Zollernalbkreis und gehört zu den Dialekten des Rotwelschen. Schmuggler wurden beauftragt, die benötigten Rohstoffe in den gewünschten Qualitäten zu beschaffen. 1698 wurde knapp eine Tonne Masseln auf der Reichsstraße über Kolbingen geschmuggelt. Das neu zugewiesene Eisen aus Freudenstadt war weicher als das bisherige Bohnerz-Eisen. Dieses Eisen sei zu sprizig und tauge auf den steinigen und felsigen Steigen nicht. Der Eisenschmuggel versorgte die Schmiede mit hochwertigem Eisen.
Im Jahr 1598 gelang es Herzog Friedrich durch politischen und juristischen Druck, die Erben der damaligen Pächter der Eisenwerke im Brenz- und Kochertal (siehießen Eisengrein, Moser und Dauer) zum Verkauf ihrer Geschäftsanteile zu bewegen, um die Betriebe in Selbstadministration zu übernehmen. Da bei dieser Transaktion ein lehnsrechtlich fundiertes Vorkaufsrecht des Propstes von Ellwangen übergangen wurde, gab es einen jahrelangen Rechtsstreit zwischen Ellwangen und Württemberg. 1614 musste schließlich Herzog Johann Friedrich die Werke in Ober- und Unterkochen an die Propstei Ellwangen abtreten, wo sogleich mit dem Aufbau einer eigenen „Eisenindustrie“ begonnen wurde – 1611 war auf ellwangischem Territorium zudem das Werk in Abtsgmünd entstanden. Den württembergischen Herzögen verblieben zunächst nur die Brenztalwerke (Königsbronn, Itzelberg, Heidenheim, Mergelstetten).
Die Produktion der Werke in Königsbronn und Christophstal wurde anfangs durch den Dreißigjährigen Krieg nicht beeinträchtigt. Erst nach der Schlacht bei Nördlingen im September 1634, als schwedische Truppenteile plündernd durch das Land zogen, kam die Produktion vollends zum Erliegen, da große Teile der Werksanlagen zerstört, die Vorräte geplündert und die Facharbeiter entweder vertrieben oder getötet worden waren. In den folgenden Jahren konnte die Produktion nur langsam wiederaufgenommen werden, da es hauptsächlich an Investitionskapital, vertrauenswürdigen Arbeitern und Verwaltern mangelte. Es wurde zumeist schlecht gearbeitet und viel gestohlen. Zum Ende der 1650er Jahre waren die Königsbronner Anlagen schließlich soweit erneuert worden, dass man neben Öfen und Ofenplatten seit 1661 auch den technisch anspruchsvollen „Stückguss“ von Kanonen und Glocken herstellen konnte. Parallel dazu entwickelte sich die Eisenindustrie in der benachbarten Propstei Ellwangen weiter, die schließlich 1671 in der Gründung des Hüttenwerkes Wasseralfingen gipfelte. Dieses produzierte anfangs hauptsächlich Masseleisen und später auch Gusswaren. Da man keinen ausreichend großen Binnenmarkt hatte und auf auswärtige Kunden angewiesen war, betrieb man eine Niedrigpreispolitik, die den württembergischen Konkurrenten schwer zusetzte.
Im Jahr 1696 wurde das Werk Ludwigstal bei Tuttlingen gegründet. Der merkantilistisch inspirierte Herzog Eberhard Ludwig versuchte damit die natürlichen Wohlstandsquellen seines Landes fiskalisch zu verwerten. Bald überstiegen jedoch die Zahlungen der Eisenwerke an die herzoglichen Kassen und Schuldscheindarlehen (Assignationen) deren betriebliche Leistungsfähigkeit. Dadurch konnten dringend notwendige Instandhaltungsinvestitionen nicht mehr durchgeführt werden; die Werke verfielen und die Qualität der Produktion ging zurück. Zudem drohte die Holzversorgung der Werke zusammenzubrechen, weil der Waldbestand bei intensivem Betrieb der Eisenhütten nicht ausreichte und zu starken Produktionsbeschränkungen zwang. Die bis ins 19. Jahrhundert hinein betriebene Methode der natürlichen Nachzucht (Fehnelbetrieb) konnte neben dem Bedarf an Brennholz und Bauholz die große Nachfrage der Eisenwerke dauerhaft nicht in vollem Umfang decken (Holznot). 
Zudem schadeten den Waldbeständen auch die vielen Weidenutzungsrechte der Kommunen und Bauern. 
In dieser Zeit litt auch die Produktion der ellwangischen Werke unter Holzmangel. Die pröpstliche Verwaltung unter Franz Ludwig verzichtete deshalb bewusst auf Betriebsgewinne und versuchte stattdessen die forstwirtschaftlichen Ressourcen zu schonen. Auch wurden alle Versuche gefördert, durch technischen Fortschritt den Rohstoffverbrauch zu verringern und den Ausstoß zu erhöhen. Auch in den württembergischen Werken setzte sich nach 1730 eine maßvollere herzogliche Geschäftspolitik durch: Fortan bestand die Maxime in der Förderung statt „Ausblutung“ der herzoglichen Eisenwerke. Die herzogliche Administration bemühte sich um finanzielle Konsolidierung und die Modernisierung der Eisenverarbeitung. Beispielsweise wurde die althergebrachte Nachbehandlung des Masseleisens, das so genannte Läutern, durch ein neues Verfahren, das Frischen, abgelöst, was den Bedarf an Kohle und Roheisen um ein Viertel senkte. Dazu wurden umfangreiche Anlageinvestitionen getätigt und die Versorgung mit Brennstoffen über einen vorteilhaften Kohlelieferungsvertrag sichergestellt. Die teilweise mit beträchtlichem finanziellen Aufwand wiederaufgenommenen Versuche zur Erzeugung von hochwertigerem Eisen brachten wieder keine verwertbaren Ergebnisse und wurden aufgegeben. Nach 1764 wurden die württembergischen Werke zur Verringerung des Verwaltungs- und Kontrollaufwandes an private Betreiber verpachtet.

## Entwicklung als württembergisches Staatsunternehmen 1803–1921

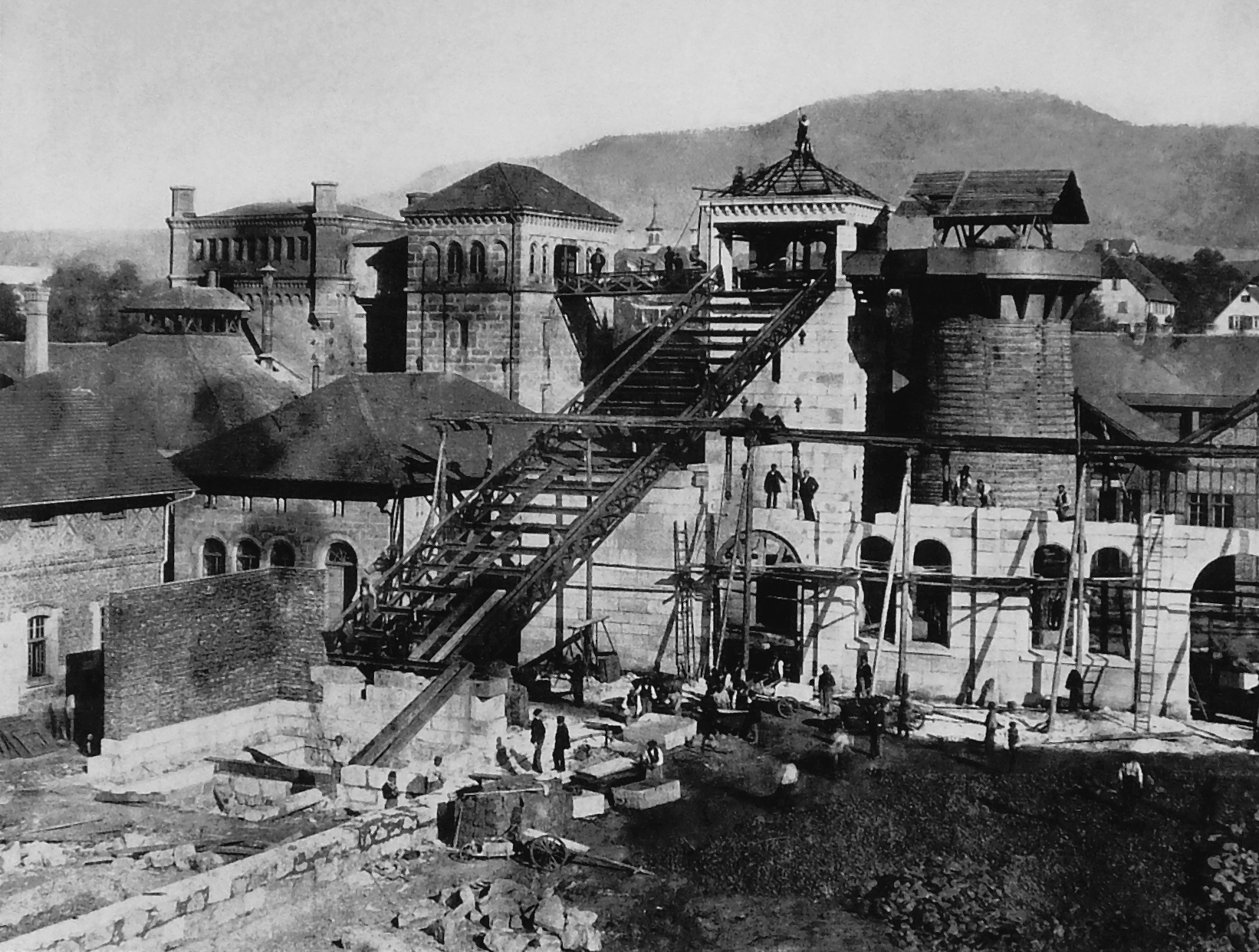
Die Hüttenwerke in Wasseralfingen im 19. Jahrhundert

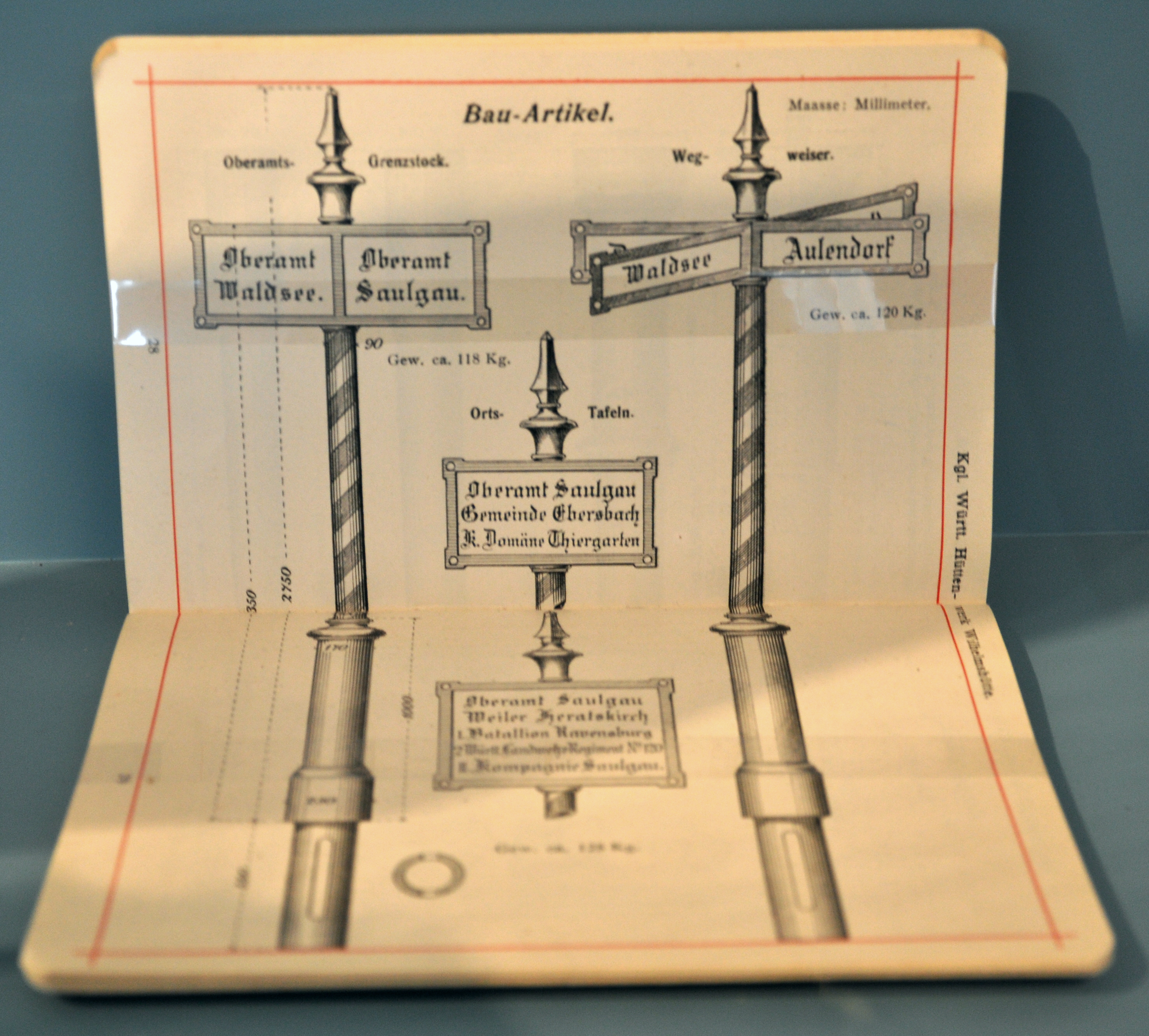
Verkaufskatalog der Wilhelmshütte für Ortstafeln und Wegweiser

Die Fürstpropstei Ellwangen wurde im Spätherbst 1802 von Württemberg besetzt und durch den Reichsdeputationshauptschluss vom 25. Februar 1803 dem württembergischen Territorium eingegliedert. 
Nach dem Ende der Franzosenzeit kamen auch die Eisenwerke in Ostwürttemberg unter die Leitung württembergischer Aufsichtsgremien, des nach 1817 konstituierten Bergrats. Das Unternehmen firmierte seitdem als Königliche Hüttenwerke.
1808 wurden die „Neuen Werke“ (Königshammer, Sensenhammer, Gießerei, Hochofen) des Eisenwerks Christophstal von diesem abgetrennt und selbstständig. In dem halben Jahrhundert danach wurden die „oberen Werke“ (Oberer Großhammer, Oberer Pfannenhammer) aufgegeben. Danach gehörten zum Eisenwerk Christophstal nur noch der untere Pfannenhammer (bis 1887/1888) und der Wilhelmshammer oder Unterer Großhammer, der 1904 abgerissen wurde. Als letztes, bis 1998 noch existierendes Werk wurde 1840 die Wilhelmshütte bei Bad Schussenried gegründet und zur Gusseisenproduktion genutzt.
In Königsbronn begann man nach einigen Fehlschlägen 1833 mit der Produktion von Walzen aus Hartguss, die wegen ihrer hohen Oberflächenresistenz und anderen hervorragenden Qualitätseigenschaften für die Blech und Papiererzeugung bald sehr gefragt waren. Durch steten Ausbau der Fertigungskapazitäten und technische Weiterentwicklungen sind die schwäbischen Papierwalzen heute weltweit gefragte Spitzenprodukte.
Im Hüttenwerk Wasseralfingen, das nach 1812 zur Hauptgießerei des Königreichs Württemberg ausgebaut wurde, verbesserte Hüttenverwalter Wilhelm von Faber du Faur (1786–1855) durch die Verwendung erwärmter Gebläseluft den Wirkungsgrad des Hochofenverfahrens. Der Wasseralfinger Apparat (Röhrenwinderhitzer) fing die entweichenden Gichtgase ab und führte sie durch Röhren ins Gebläse des Hochofens zurück, wo sie zugleich als Wärmelieferant und Brennstoff verwertet werden konnten. Durch die enorme Energieeinsparung erlangte diese Basisinnovation große Bedeutung. Allgemeine verfahrenstechnische Entwicklungen im 19. Jahrhundert erschlossen den Eisenerzeugnissen immer neue Anwendungs- und Produktfelder, so stammten etwa die Rohrleitungen der württembergischen Wasserversorgung ebenso von den königlichen Hüttenwerken wie die Bahnschienen für die Württembergische Staatseisenbahn. 
Allerdings ermöglichten ab den 1860er Jahren das Bessemer-Verfahren und das Siemens-Martin-Verfahren erstmals eine Massenproduktion von deutlich günstigerem und besser schmiedbarem Eisen, das bis heute Stahl genannt wird.
Die bis dahin dominierende Schmiedeeisenproduktion im Puddelverfahren für den Bedarf der Staatseisenbahnen war nicht länger konkurrenzfähig. Durch weitere Spezialisierung und hohe Modernisierungsinvestitionen konnte die daraus entstehende Strukturkrise überwunden werden. Insgesamt entwickelten sich die Hüttenwerke vor dem Ersten Weltkrieg im Einklang mit den guten Rahmenbedingungen der Hochindustrialisierung positiv.
Im Jahr 1921 wurden die Hüttenwerke privatisiert und in die Rechtsform einer gemischtwirtschaftlichen GmbH – die Schwäbische Hüttenwerke GmbH (SHW) – mit 50-prozentigem Landesanteil überführt.